# Schoenus odontocarpus
Schoenus odontocarpus är en halvgräsart som beskrevs av Ferdinand von Mueller. Schoenus odontocarpus ingår i släktet axagssläktet, och familjen halvgräs. Inga underarter finns listade i Catalogue of Life.